# John Thurloe
John Thurloe (giugno 1616 – 21 febbraio 1668) è stato il segretario di stato durante il governo di Oliver Cromwell. La sua corrispondenza rappresenta una delle principali fonti storiche dell'epoca.

## Biografia
Nato nella contea di Essex nel 1616 e battezzato il 12 giugno, suo padre era Thomas Thurloe, rettore di Abbess Roding. Studiò come avvocato presso Lincoln's Inn, ed entrò in politica servendo Oliver St John, e, nel gennaio 1645, divenne segretario della commissione parlamentare in occasione del Trattato di Uxbridge. Nel 1647 Thurloe fu ammesso come membro della Lincoln's Inn. Rimase in disparte durante la guerra civile inglese ma dopo l'ascesa di Oliver Cromwell, divenne parte del suo governo. Nel 1652 venne nominato segretario di stato.
Nel 1653 divenne capo del servizio di spionaggio (Intelligence departement) e sviluppò una larghissima rete di spie seminate in Inghilterra e nel continente. Fra queste si possono citare lo storico e diplomatico Lieuwe van Aitzema, il matematico John Wallis ed il diplomatico Samuel Morland, che fu assistente personale di Thurloe. Nel 1654 fu eletto al parlamento come membro per Ely. Appoggiò l'idea che Cromwell dovesse adottare un titolo regale. Nel 1656 Thurloe si assunse la responsabilità del servizio postale, cosa che lo favorì nel suo servizio di spionaggio di intercettazione di corrispondenza e lo fece venire a capo del complotto del 1657 per uccidere Cromwell ad opera di Miles Sindercombe e del suo gruppo.
Nel 1657 Thurloe divenne membro del secondo concilio di Cromwell, oltre che responsabile della scuola di London Charterhouse, e nel 1658 divenne cancelliere dell'università di Glasgow. Dopo la morte di Oliver Cromwell nel 1658, appoggiò suo figlio Richard Cromwell come Lord protettore e, nel 1659, rappresentò l'Università di Cambridge nel Terzo Parlamento Protettorato. Nel corso dello stesso anno vari partiti lo accusano di arbitrarietà nelle sue decisioni a capo dell'intelligence, e pertanto fu privato del suo incarico. Reintegrato come segretario di stato il 27 febbraio 1660, si oppose al ritorno di Carlo II d'Inghilterra.
Dopo la restaurazione, Thurloe fu arrestato per alto tradimento il 15 maggio 1660. Il 29 giugno venne rilasciato a condizione che su richiesta avrebbe aiutato il nuovo governo. Si ritirò dalla vita pubblica ma continuò a lavorare dietro le quinte per gli affari esteri e scrisse articoli informativei per Edward Hyde, I conte di Clarendon, benché non prese effettivamente parte ad alcun governo.
John Thurloe morì il 21 febbraio 1668 nella sua camera presso il Lincoln's Inn, e fu sepolto nella cappella. La sua corrispondenza è conservata presso la Bodleian Library, ad Oxford e nel British Museum. Thomas Birch ne ha pubblicato parte nel 1742.
La piazza Thurloe Square, e le vie Thurloe Place e Thurloe Street nel quartiere di South Kensington a Londra, sono chiamate di lui.